# Segona batalla de Càpua
|  | No s'ha de confondre amb Primera batalla de Càpua. |

La segona batalla de Càpua va ser un enfrontament que va tenir lloc l'any 211 aC, en el marc de la Segona Guerra Púnica, entre forces de la República Romana i Cartago. Després d'un intent fallit l'any anterior, aquest cop els romans van aconseguir recuperar el control de la ciutat.

## Preludi
Tres anys després de la desfeta romana a la batalla de Cannes, els romans estaven dedicant tots els seus esforços en evitar enfrontaments directes amb Hanníbal Barca alhora que intentaven recuperar el control d'aquelles ciutats itàliques que, aprofitant la feblesa de Roma, s'havien passat de bàndol.
D'entre aquestes ciutats, els cònsols romans Api Claudi Pulcre i Quint Fulvi Flac estaven particularment ansiosos per recuperar Càpua i fer pagar així l'ofensa que una ciutat tan propera a Roma hagués estat capaç de rebel·lar-se i escapar sense càstig per un període de tres anys.
El primer intent de recuperar la ciutat es va produir l'any 212 aC, durant la Primera Batalla de Capua, però l'arribada d'Hanníbal va frustrar els plans dels romans. Aquest cop però, es van tenir en compte tots els detalls necessaris per dur a terme el setge, establint un magatzem de gra a Casilínum i fortificant tant la boca del riu Vulturnus com l'antic campament de Puteoli, per assegurar el control del riu i del mar.

## L'Arribada d'Hanníbal
A les tropes consulars se’ls va unir també Gai Claudi Neró, ajuntant tres exèrcits que treballaven alhora en diferents posicions. Van fortificar amb una estacada, una trinxera i diverses torres. Els ciutadans de Càpua intentaven obstruir els treballs però sempre van ser rebutjats i es veien obligats a refugiar-se dins de la ciutat. La intenció dels romans, mes que prendre la ciutat a l'assalt, era rendir-la de gana gràcies al bloqueig.
Hanníbal, que en aquells moments intentava rendir la ciutadella de Tàrent, veient la concentració de tropes romanes a Càpua i temerós que la caiguda de la ciutat influís en la resta d'aliats, va acudir en el seu socors fent avançar la cavalleria i la infanteria lleugera a marxes forçades.
Un cop acampat en una vall rere el mont Tifata, va fer arribar un missatger als defensors amb l'hora precisa en la que atacaria als romans, i així des de Càpua van organitzar al mateix temps una sortida amb tots els seus efectius, fins i tot el contingent de cartaginesos de la ciutat, mentre els no combatents es disposaven a les muralles picant tota mena d'objectes i amb gran cridòria, per confondre als romans.

## La Batalla
Api Claudi es va enfrontar a aquestes forces de Càpua i els va rebutjar fàcilment de l'estacada. Però Hanníbal i els seus veterans van posar en dificultats a Fulvi, que intentava impedir que s'obrissin pas cap a la ciutat. La sisena legió de Fulvi va començar a cedir i un destacament de celtibers, amb tres elefants, van trencar la línia romana i van arribar a l'estacada.
Davant d'això, Fulvi va donar l'ordre de que es reagrupessin les files rere dels celtibers i quan van aconseguir d'aïllar-los del cos principal cartaginès es van veure rodejats i juntament amb els seus elefants van caure tots morts abans de poder arribar al campament romà.
Mentre, a l'altra banda del campament, els ciutadans de Càpua havien estat perseguits en retirada fins a les mateixes portes de la ciutat, on només les ballestes i escorpins (una mena de catapultes) que defensaven les portes van mantenir als romans a certa distància. El mateix Api Claudi va caure ferit per una javelina.
Veient que Càpua tornava a tancar les portes i que el destacament dels celtibers havia estat aniquilat, Hanníbal va decidir aturar l'atac i retirar-se, doncs els romans defensaven fermament les seves posicions. Fulvi Flac va creure oportú no perseguir l'enemic.

## Conseqüències
En un darrer intent d'alliberar la ciutat, Hanníbal va dirigir les seves tropes cap a la mateixa ciutat de Roma, confiant que els cònsols aixequessin el setge per perseguir-lo. Malgrat tot, els romans, encara que van enviar una part de les forces per defensar Roma, van mantenir les posicions davant de la ciutat, que es va rendir poc després de la partida del cartaginès.